# 洛根縣 (西維吉尼亞州)
洛根縣（英語：Logan County）是美国西維吉尼亞州西南部的一個縣，面積1,108平方公里。根據2020年美國人口普查，共有人口32,567人。縣治洛根（Logan）。該縣成立於1824年1月12日。本縣紀念明戈族（易洛魁聯盟的一支）洛根酋長（Chief Logan）。